# Suvi Minkkinen
Suvi Minkkinen (ur. 8 grudnia 1994 w Joutsa) – fińska biathlonistka, medalistka mistrzostw świata.

## Kariera
Po raz pierwszy na arenie międzynarodowej pojawiła się 9 grudnia 2012 roku w Lapinlahti, gdzie w zawodach biegowych z cyklu FIS zajęła 39. miejsce w biegu na 5 km techniką dowolną. W 2014 roku wystartowała na biathlonowych mistrzostwach świata juniorów w Presque Isle, gdzie zajęła 41. miejsce w biegu indywidualnym, 46. w sprincie i 44. w biegu pościgowym.
W zawodach Pucharu Świata w biathlonie zadebiutowała 29 listopada 2017 roku w Östersund, zajmując 78. miejsce w biegu indywidualnym. Pierwsze punkty zdobyła 15 stycznia 2020 roku w Ruhpolding, zajmując 31. miejsce w sprincie. Na podium indywidualnych zawodów tego cyklu pierwszy raz stanęła 7 grudnia 2024 roku w Kontiolahti, kończąc rywalizację w sprincie na trzeciej pozycji. W zawodach tych wyprzedziły ją jedynie Czeszka Markéta Davidová i Szwedka Elvira Öberg. 
Wystartowała na igrzyskach olimpijskich w Pjongczangu w 2018 roku, gdzie zajęła 69. miejsce w biegu indywidualnym. Na rozgrywanych cztery lata później igrzyskach olimpijskich w Pekinie zajęła 51. miejsce w sprincie, 43. w biegu pościgowym, 16. w sztafecie oraz 11. w pojedynczej sztafecie mieszanej. Była też między innymi ósma w biegu indywidualnym na mistrzostwach Świata w Oberhofie w 2023 roku.
W sezonie 2024/2025 Pucharu Świata Finka wraz z Tero Seppälą wygrała pojedynczą sztafetę mieszaną rozegraną w Oberhofie. W lutym 2025 roku zdobyła brązowy medal w konkurencji sprintu podczas mistrzostw świata w Lenzerheide. Pierwsze podium Pucharu Świata Finka zanotowała 7 grudnia 2024 roku podczas zawodów w Kontiolahti gdzie zajęła trzecie miejsce w sprincie.

## Osiągnięcia

### Zimowe igrzyska olimpijskie
| Rok  | Miejscowość | Konkurencje | Konkurencje | Konkurencje | Konkurencje | Konkurencje | Konkurencje | Konkurencje |
| Rok  | Miejscowość | IN          | SP          | PU          | MS          | RL          | MR          | SR          |
| ---- | ----------- | ----------- | ----------- | ----------- | ----------- | ----------- | ----------- | ----------- |
| 2018 | Pjongczang  | 69.         | –           | –           | –           | –           | –           | nd.         |
| 2022 | Pekin       | DNS         | 51.         | 43.         | –           | –           | 16.         | 11.         |

### Mistrzostwa świata
| Rok  | Miejscowość | Konkurencje | Konkurencje | Konkurencje | Konkurencje | Konkurencje | Konkurencje | Konkurencje |
| Rok  | Miejscowość | IN          | SP          | PU          | MS          | RL          | MR          | SR          |
| ---- | ----------- | ----------- | ----------- | ----------- | ----------- | ----------- | ----------- | ----------- |
| 2019 | Östersund   | 56.         | 73.         | –           | –           | 22.         | –           | –           |
| 2020 | Anterselva  | 39.         | 80.         | –           | –           | 11.         | –           | –           |
| 2021 | Pokljuka    | 57.         | 85.         | –           | –           | 14.         | 13.         | –           |
| 2023 | Oberhof     | 8.          | 35.         | 24.         | 25.         | 13.         | 11.         | 10.         |
| 2024 | Nové Město  | 23.         | 47.         | 29.         | –           | 17.         | 20.         | 12.         |
| 2025 | Lenzerheide | 4.          | 3.          | 6.          | 8.          | 15.         | 9.          | 10.         |

### Mistrzostwa świata juniorów
| Rok  | Miejscowość  | Konkurencje | Konkurencje | Konkurencje | Konkurencje | Konkurencje | Konkurencje | Konkurencje |
| Rok  | Miejscowość  | IN          | SP          | PU          | MS          | RL          | MR          | SR          |
| ---- | ------------ | ----------- | ----------- | ----------- | ----------- | ----------- | ----------- | ----------- |
| 2014 | Presque Isle | 41.         | 46.         | 44.         | nd.         | –           | nd.         | nd.         |

### Puchar Świata

#### Miejsca w klasyfikacji generalnej
| Sezon     | Miejsce |
| --------- | ------- |
| 2019/2020 | 70.     |
| 2020/2021 | 76.     |
| 2021/2022 | 43.     |
| 2022/2023 | 27.     |
| 2023/2024 | 42.     |
| 2024/2025 | 7.      |

#### Wszystkie miejsca na podium chronologicznie
| Lp. | Dzień     | Rok  | Miejscowość | Konkurencja      | Lokata | Pudła | Czas biegu | Strata | Zwycięzca        |
| --- | --------- | ---- | ----------- | ---------------- | ------ | ----- | ---------- | ------ | ---------------- |
| 1.  | 7 grudnia | 2024 | Kontiolahti | Sprint na 7,5 km | 3.     | 0+0   | 20:39,7    | +11,9  | Markéta Davidová |
| 2.  | 21 marca  | 2025 | Oslo        | Sprint na 7,5 km | 3.     | 0+0   | 20:57,2    | +21,9  | Franziska Preuß  |